# Милтон-Кинс
Милтон-Кинс (англ. Milton Keynes) — город на юго-востоке Великобритании в графстве Бакингемшир, находящийся в 72 км на северо-запад от Лондона. Административный центр унитарной единицы Милтон-Кинс.
Город расположен между Оксфордом, Кембриджем, Лондоном и Бирмингемом.
Милтон-Кинс представляет собой интерес тем, что это новое образование, построенное полностью по заранее подготовленному плану (в то же время в его состав входят деревушки, которые застали ещё римлян, то есть существующие с IV века н. э.). Особенностью городской планировки является сетка общегородских скоростных шоссе с шагом в 1 километр, в пределах ячеек этой сетки построение городского пространства имеет более традиционную форму. На пересечении шоссе находятся круговые развязки (roundabout), что позволяет избежать ожидания сигнала светофора. В городе нет городского ядра, типичного для английских городков, а вместо этого есть деловой район с крупным торговым центром.
Через весь город проходят дорожки для пешеходов (т. н. redways), а также дорожки для велосипедов и, иногда, лошадей. Эти дорожки пересекаются с дорогами через переходы под или над дорогой. Таким образом, практически нет прямого пересечения с автомобильным транспортом.
Из развлечений примечательным является центр Xscape с круглогодичным закрытым горнолыжным склоном. Здание имеет оригинальную конструкцию и является узнаваемой частью города. С недавнего времени в Xscape также доступна аэроустановка для скайдайвинга.
В городе располагается футбольный клуб «Милтон-Кинс Донс», который на данный момент выступает в английской Лиге 2.
Open University — самый большой в мире заочный университет, то есть учебное заведение с дистанционным обучением.
В годы войны в британском криптографическом центре Блетчли-парке работал Алан Тьюринг. Позднее город Блетчли вошёл в состав Милтон-Кинс.

## Фотографии

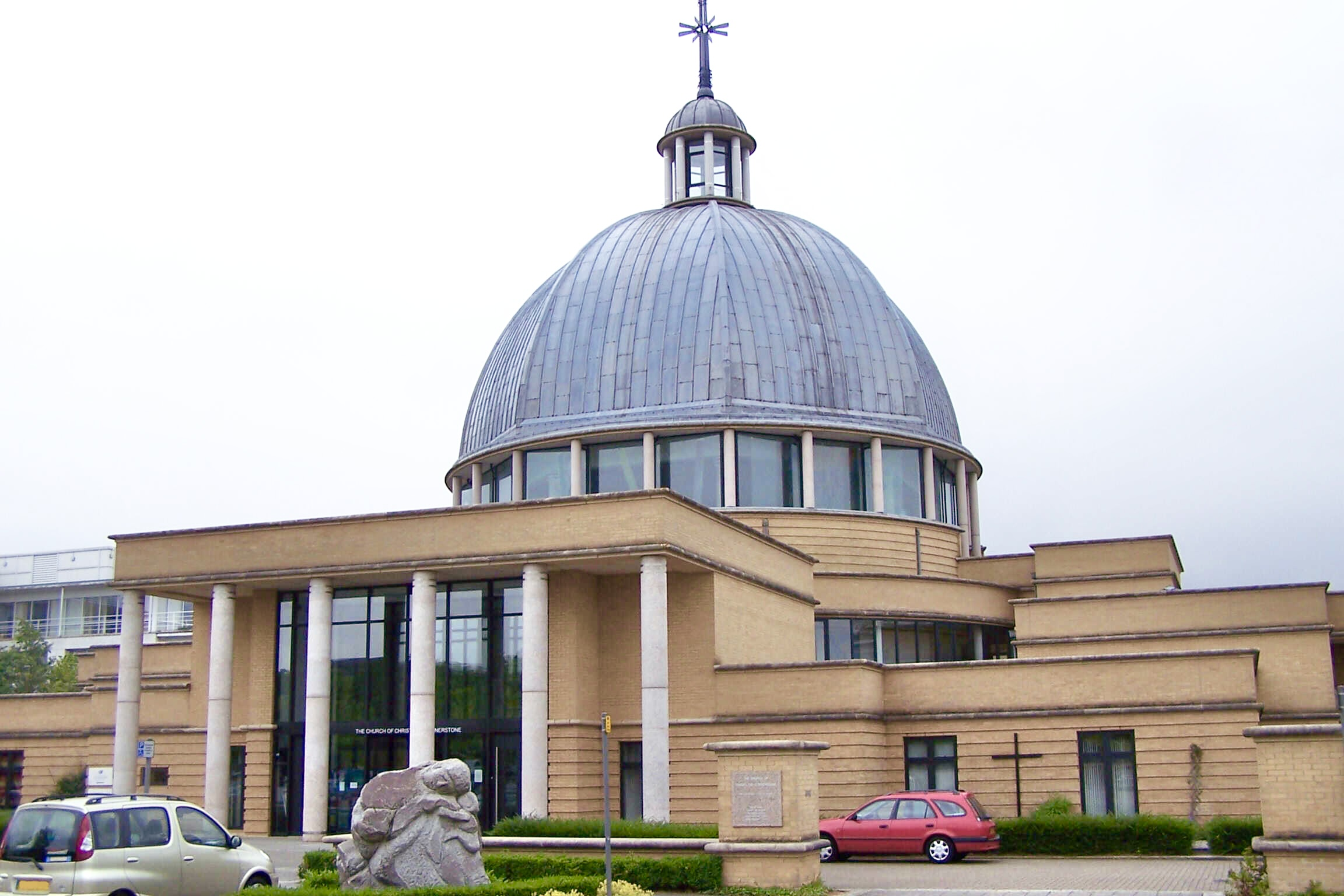
Ecumenical Church of Christ the Cornerstone
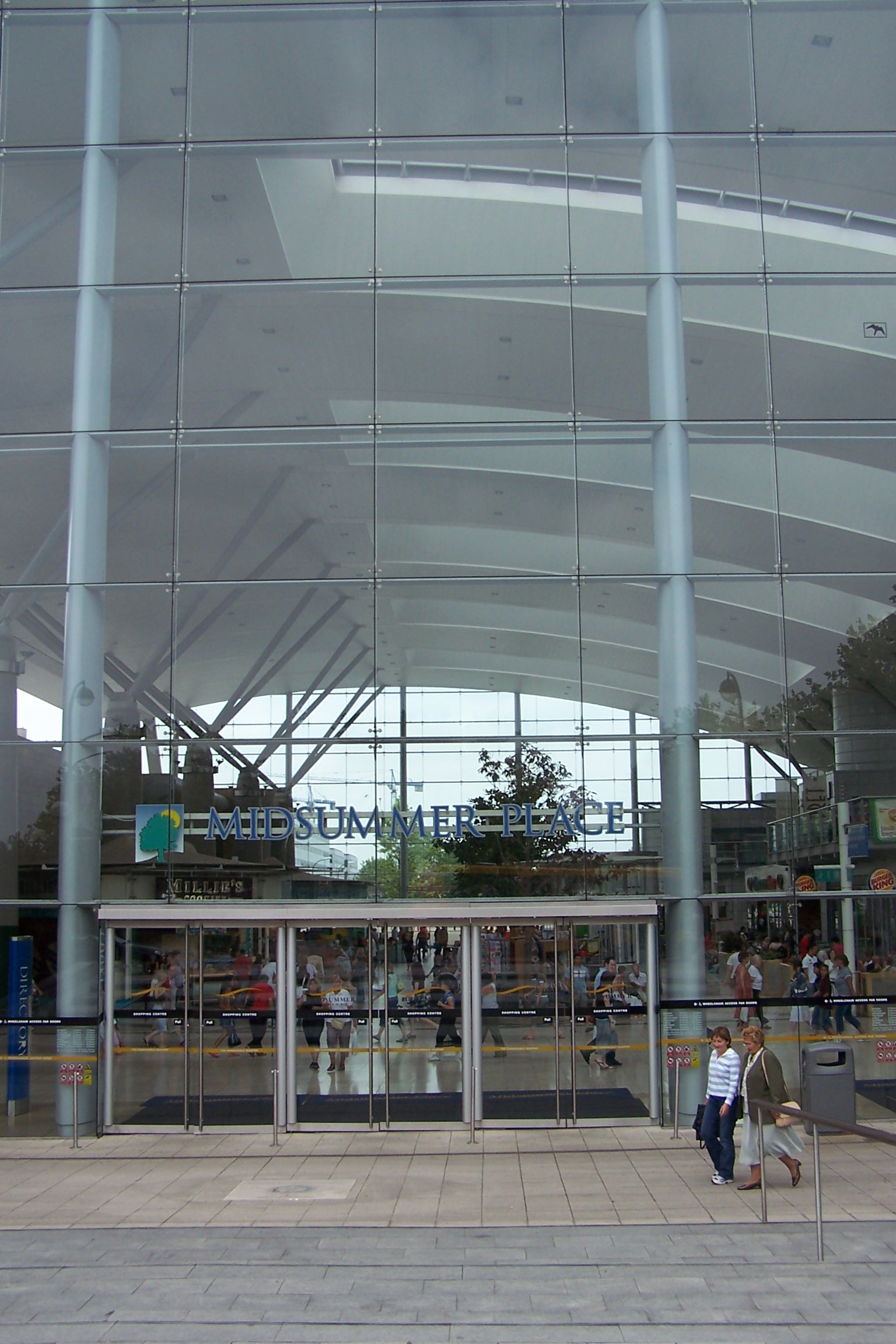
Часть торгового центра — Midsummer Place
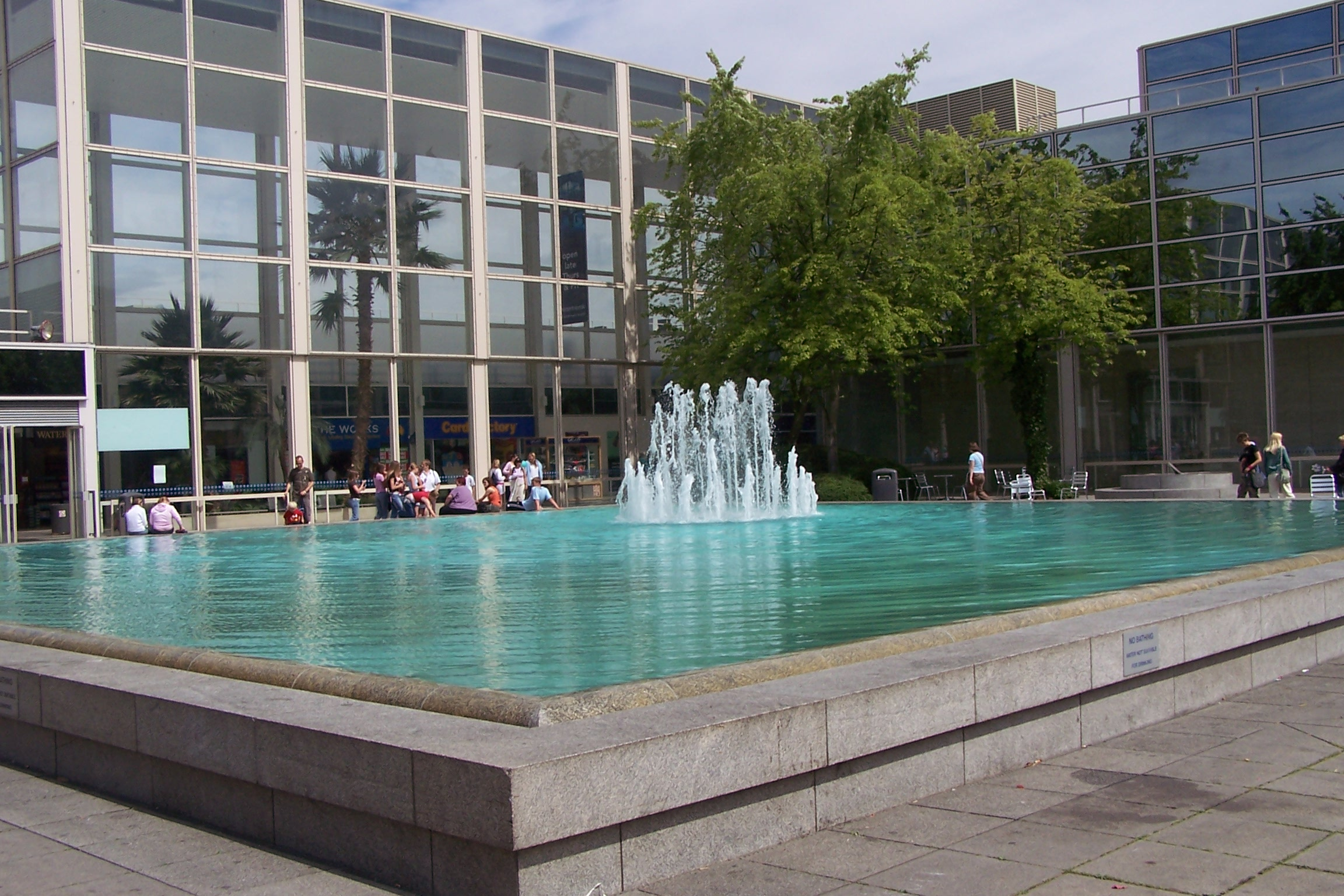
Королевский сад в Centre MK
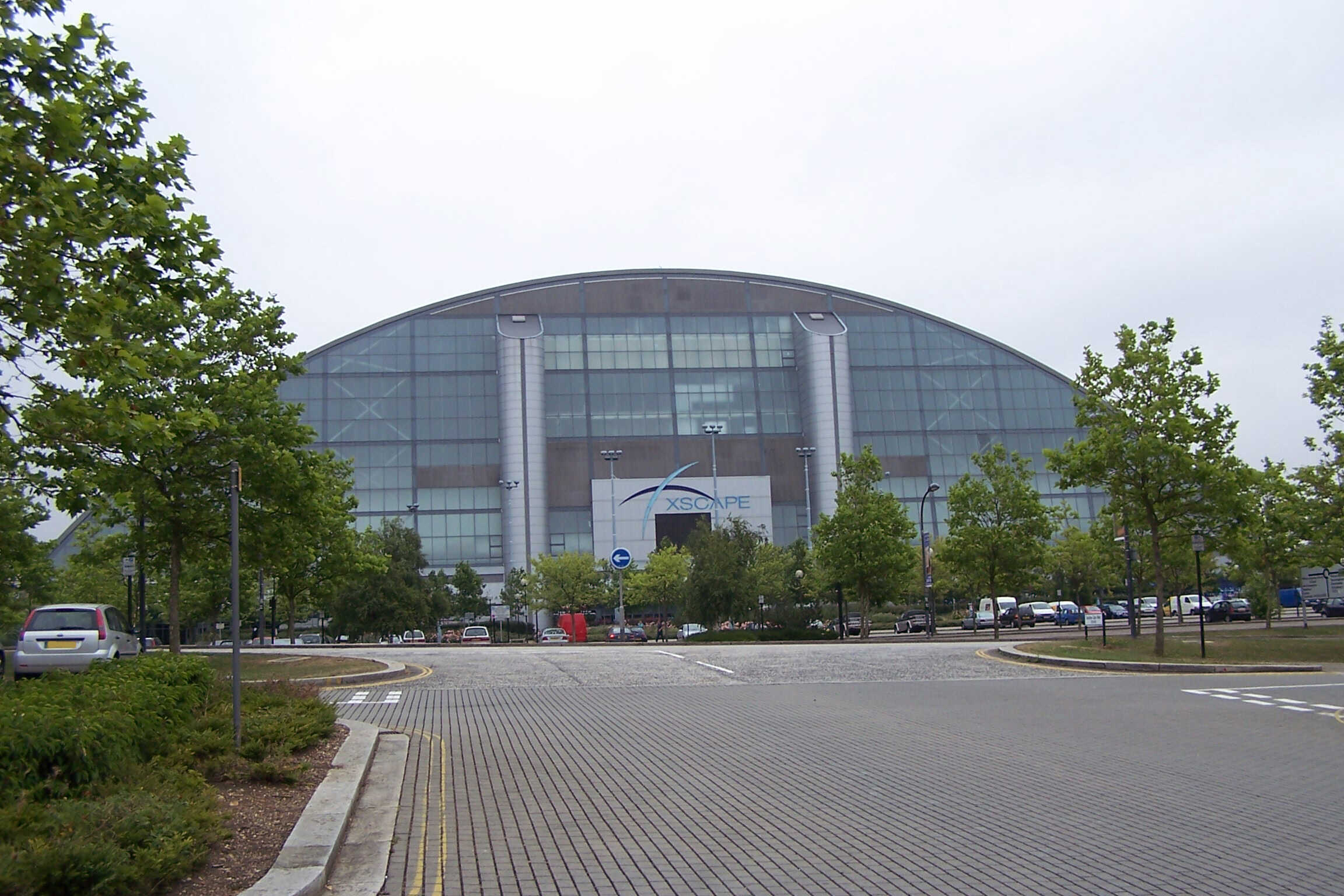
Развлекательный центр Xscape

## Рождение нового города
В 1960-х правительство Великобритании приняло решение о необходимости новых городов на юго-востоке страны для решения проблемы переполненности пригородов Лондона. Проведённые исследования определили северный Бакингемшир как возможное место для нового большого города, охватывающего существующие Блетчли, Stony Stratford и Wolverton. Новый город должен был стать самым большим из новых городов с планируемым населением в 250 тыс. человек на площади 88,4 км². Имя города было взято от существующей на этом месте деревеньки. Место для постройки города было выбрано специально на одинаковом расстоянии от Лондона, Бирмингема, Лестера, Оксфорда и Кэмбриджа с той целью, что город станет самостоятельным полноправным региональным центром.. Планирование города было передано из рук местного самоуправления в руки «Корпорации застройки Милтон-Кинс» (MKDC).
Корпорация была настроена учесть ошибки, допущенные в строительстве ранее возведенных городов. Она заложила характерные «сеточные» шоссе между районами, запустила интенсивное озеленение, создала озёра и парковые зоны. Центральный Милтон-Кинс был задуман не как традиционный центр города, а скорее как район для бизнеса и шопинга, который бы дополнил местные центры, находящиеся в каждом «квадрате» сетки.
Радикальный план в виде сетки был навеян работой калифорнийского урбанистического теоретика Мелвина Веббера (1921—2006). Идея Веббера заключалась в том, что в эру телекоммуникаций старая идея города как скопления устарела и что в будущем города должны позволять свободно перемещаться в них. Учитывая использование личного транспорта и распространение электронной коммерции, его идеи, «запущенные» в 1960-х, доказали свою прозорливость.
Милтон-Кинс расположен в соответствии с принципами логистики — на равном расстоянии от Лондона, Кембриджа и Оксфорда. До Лондона на машине около 40 минут, на скоростном поезде — полчаса, причём между лондонским вокзалом Юстон (Euston) и Милтон-Кинсом курсирует около 100 поездов в день. Близко находятся и аэропорты, их сразу несколько — Лутон, Хитроу, и Бирмингем. При этом город находится в центре обширной лесопарковой зоны со множеством озёр и каналов.
В 1990 году в городе открылся Политехнический университет. Неподалёку от Милтон-Кинс разместился Крэнфилдский университет. В городе имеется несколько средних общеобразовательных школ.
Особенности нововведений в телекоммуникациях при планировании города неожиданно привели к проблемам с доступом в Интернет во многих частях города, что не мешает городу быть в первых рядах по относительному количеству людей, использующих Интернет в Великобритании.

## Достопримечательности
- Open University — крупнейший университет заочной формы обучения
- Xscape[англ.] — развлекательный центр необычной формы и больших размеров. Включает в себя круглогодичную снежную горку, аэроустановку для скай-дайвинга и кинотеатр с 18 залами.
- Willen Lake[англ.] — большое озеро, центр водных развлечений. включает в себя канатную дорожку для занятий водными лыжами и.т.п.
- Planet Ice[англ.] — закрытый каток, использующийся как для профессиональных тренировок, так и для любительского катания

## Спорт
В городе существует профессиональный футбольный клуб Милтон-Кинс Донс
Так же, в городе находится база команды Формулы-1 «Ред Булл»

## Города-побратимы
- Бернкастель-Кюс, Германия
- Алмере, Нидерланды